# Walter Eichenberg
Walter Eichenberg (* 20. Dezember 1922 in Großburschla, Landkreis Mühlhausen i. Th.; † 13. März 2018 in Leipzig) war ein deutscher Komponist, Trompeter, Dirigent und Arrangeur.

## Leben
Walter Eichenberg wurde in der damaligen preußischen Provinz Sachsen (heute in Thüringen) geboren. Schon als Kind wurde er von einem Onkel, Kantor des Heimatortes, im Geigenspiel unterrichtet. Er überzeugte auch die Eltern, ein Landwirtsehepaar, den 14-jährigen Walter im Jahr 1937 ins Internat der Städtischen Orchesterschule nach Zschopau (Sachsen) zu schicken. Auf der damals weit über die Region hinaus renommierten „Stadtpfeife“ begann Eichenberg ein Studium als Trompeter. In Zschopau lernte er auch den fast gleichaltrigen Fips Fleischer kennen, mit dem er bald die gemeinsame Liebe zum Swing und Jazz entdeckte. Nach Abschluss der Ausbildung wurde Eichenberg 1941 zum Wehrdienst einberufen. Bei den Kämpfen des Zweiten Weltkriegs wurde er mehrfach schwer verwundet, unter anderem verlor er ein Auge.
Im Jahr 1945 begann Eichenberg sein erstes Engagement in einer kleinen Swing-Formation in Chemnitz. Von 1946 an musizierte er erstmals in einer Big Band, im Chemnitzer Orchester Karl Walter. Von September 1947 an spielte Eichenberg im neu gegründeten Tanzorchester des Senders Leipzig unter der Leitung von Kurt Henkels. Die Leipziger Großformation wurde schnell zu einer der bekanntesten und beliebtesten im Osten Deutschlands, war aber auch im Westen des geteilten Landes populär und machte in Fachkreisen auch international von sich reden.
Eichenberg profilierte sich in dem Orchester nicht nur als Instrumentalist, sondern auch als Komponist und Arrangeur. So schrieb er unter anderem einige Titel für den ersten DEFA-Musikfilm Musik, Musik, Musik. Zugleich prägten Eichenbergs Arrangements das musikalische Profil der Band entscheidend mit. Als Arrangeur war er in den 1950er Jahren mehrere Jahre für Erwin Lehn und sein Südfunk-Tanzorchester Stuttgart tätig. Von 1958 an leitete Eichenberg zusätzlich das Radio-DDR-Studioorchester. 
Im Jahr 1960 heiratete er die Schlagersängerin Helga Brauer.
Sehr erfolgreiche Instrumentalaufnahmen von Walter Eichenberg sind Kaskaden, Grand mit Vieren, 6 aus 49, Bauern-Dixie, Am Schnürchen u. a. Ab den 1950er Jahren entstanden Tanzlieder in der Zusammenarbeit mit Helmut Kießling (Wunderschön, wunderschön und Tadellos, tadellos), Helmut Kießling/Maggie Koch (Musik, Musik, Musik, Einsam liegt mein Schiff im Hafen und Mein Herz, das ist total verwirrt) und Johannes Kretzschmar (Seemannsgarn). Mitte der 1950er Jahre begann eine intensive Zusammenarbeit mit Willy Schüller (Hör‘ mein Herz). Mit Günther Barthel schrieb er Stell‘ dir vor, die Ehe ist ‘ne Autofahrt (Amiga-Aufnahme von Werner Hass) und mit Harro Korth Über uns strahlt hell der Stern der Liebe (eine Soloaufnahme von Monika Hauff 1967 für Amiga).
Erfolgreiche Lieder entstanden auch in der gemeinsamen Arbeit mit Dieter Schneider (z. B. Einer ist für den Andern da).
Im Jahr 1961 übernahm Walter Eichenberg die Leitung des Rundfunk-Tanzorchesters Leipzig und arbeitete als dessen Chefdirigent, bis er diese Position 1989 an Eberhard Weise übergab. Unter der Leitung Eichenbergs produzierte das Orchester rund 5000 Titel für den Rundfunk, Fernsehen und Schallplatte. Gemeinsam mit der Formation war er als Musiker und Dirigent in zwölf europäischen Ländern auf Tourneereisen zu Gast.
Seinen Lebensabend verbrachte Eichenberg zurückgezogen und starb im Alter von 95 Jahren in Leipzig.
Walter Eichenbergs Urne wurde im Grab seiner Frau Helga auf dem Leipziger Südfriedhof beigesetzt.

## Lexikalische Einträge
- Jürgen Wölfer: Jazz in Deutschland. Das Lexikon. Alle Musiker und Plattenfirmen von 1920 bis heute. Hannibal, Höfen 2008, ISBN 978-3-85445-274-4.